# Saint-Franc
Saint-Franc és un municipi francès situat al departament de la Savoia i a la regió d'Alvèrnia-Roine-Alps. L'any 2007 tenia 165 habitants.

## Demografia

### Població
El 2007 la població de fet de Saint-Franc era de 165 persones. Hi havia 42 famílies de les quals 8 eren unipersonals (4 homes vivint sols i 4 dones vivint soles), 13 parelles sense fills i 21 parelles amb fills.
La població ha evolucionat segons el següent gràfic:
Habitants censats

### Habitatges
El 2007 hi havia 90 habitatges, 59 eren l'habitatge principal de la família, 26 eren segones residències i 5 estaven desocupats. 86 eren cases i 3 eren apartaments. Dels 59 habitatges principals, 48 estaven ocupats pels seus propietaris, 9 estaven llogats i ocupats pels llogaters i 2 estaven cedits a títol gratuït; 2 tenien dues cambres, 7 en tenien tres, 10 en tenien quatre i 40 en tenien cinc o més. 52 habitatges disposaven pel capbaix d'una plaça de pàrquing. A 25 habitatges hi havia un automòbil i a 30 n'hi havia dos o més.

### Piràmide de població
La piràmide de població per edats i sexe el 2009 era:
| Homes | Edats   | Dones |
| ----- | ------- | ----- |
| 0     | 95 o +  | 0     |
| 0     | 90 a 94 | 0     |
| 0     | 85 a 89 | 0     |
| 0     | 80 a 84 | 8     |
| 4     | 75 a 79 | 4     |
| 4     | 70 a 74 | 4     |
| 0     | 65 a 69 | 0     |
| 8     | 60 a 64 | 4     |
| 0     | 55 a 59 | 8     |
| 0     | 50 a 54 | 0     |
| 4     | 45 a 49 | 0     |
| 0     | 40 a 44 | 4     |
| 12    | 35 a 39 | 8     |
| 12    | 30 a 34 | 4     |
| 4     | 25 a 29 | 8     |
| 4     | 20 a 24 | 0     |
| 8     | 15 a 19 | 0     |
| 4     | 10 a 14 | 8     |
| 12    | 5 a 9   | 12    |
| 4     | 0 a 4   | 4     |

## Economia
El 2007 la població en edat de treballar era de 100 persones, 69 eren actives i 31 eren inactives. De les 69 persones actives 66 estaven ocupades (35 homes i 31 dones) i 2 estaven aturades (1 home i 1 dona). De les 31 persones inactives 15 estaven jubilades, 6 estaven estudiant i 10 estaven classificades com a «altres inactius».

### Ingressos
El 2009 a Saint-Franc hi havia 65 unitats fiscals que integraven 166,5 persones, la mediana anual d'ingressos fiscals per persona era de 17.144 €.

### Activitats econòmiques
Dels 6 establiments que hi havia el 2007, 1 era d'una empresa de comerç i reparació d'automòbils, 2 d'empreses de serveis, 2 d'entitats de l'administració pública i 1 d'una empresa classificada com a «altres activitats de serveis».
L'any 2000 a Saint-Franc hi havia 11 explotacions agrícoles que ocupaven un total de 264 hectàrees.

## Equipaments sanitaris i escolars
El 2009 hi havia una escola elemental. Saint-Franc disposava d'un col·legi d'educació secundària amb 10 alumnes.

## Poblacions més properes
El següent diagrama mostra les poblacions més properes.